# Liste des œuvres d'art d'Avignon
Cet article recense les œuvres d'art dans l'espace public de Avignon, dans le Vaucluse, en France.

## Liste

### Sculptures
| Œuvre                           | Auteur            | Localisation               | Notes | Installation | Coordonnées                      | Illustration                              |
| ------------------------------- | ----------------- | -------------------------- | ----- | ------------ | -------------------------------- | ----------------------------------------- |
| Avignon                         | Michel Deverne    | 7 Rue Rempart Saint-Roch   |       | 1987         | 43° 56′ 35″ nord, 4° 48′ 11″ est | Image manquante                           |
| Buste d'Esprit Requien          |                   | Square Agricole Perdiguier |       | ?            | 43° 56′ 41″ nord, 4° 48′ 21″ est | Buste d'Esprit Requien à Avignon          |
| Buste de Félix Gras             | ?                 | Rocher des Doms            |       | ?            | 43° 57′ 11″ nord, 4° 48′ 29″ est | Buste de Félix Gras à Avignon             |
| Buste de Frédéric Mistral       | ?                 | ?                          |       | ?            | 43° 56′ 55″ nord, 4° 48′ 21″ est | Buste de Frédéric Mistral à Avignon       |
| Buste de Joseph Roumanille      | Victorien Bastet  | ?                          |       | ?            | à géolocaliser                   | Buste de Joseph Roumanille                |
| Buste de Paul Saïn              | ?                 | Rocher des Doms            |       | ?            | à géolocaliser                   | Buste de Paul Saïn                        |
| Buste de Théodore Aubanel       | ?                 | ?                          |       | ?            | 43° 56′ 41″ nord, 4° 48′ 23″ est | Buste de Théodore Aubanel à Avignon       |
| Équilibre                       | Brigitte Nahon    | 11 Boulevard Limbert       |       | 2000         | 43° 56′ 40″ nord, 4° 48′ 55″ est | Image manquante                           |
| Jean Althen                     | ?                 | Rocher des Doms            |       | ?            | à géolocaliser                   | Jean Althen au Rocher des Doms            |
| Monument à Agricol Perdiguier   | ?                 | Square Agricole Perdiguier |       | ?            | 43° 56′ 40″ nord, 4° 48′ 24″ est | Monument à Agricol Perdiguier à Avignon   |
| Monument au millénaire capétien | ?                 | Rocher des Doms            |       | ?            | 43° 57′ 07″ nord, 4° 48′ 28″ est | Monument au millénaire capétien à Avignon |
| Paul Vayson                     | Félix Charpentier | Rocher des Doms            |       | ?            | à géolocaliser                   | Monument à Agricol Perdiguier             |

### Fontaines
| Œuvre                  | Auteur            | Localisation         | Notes | Installation | Coordonnées                      | Illustration                            |
| ---------------------- | ----------------- | -------------------- | ----- | ------------ | -------------------------------- | --------------------------------------- |
| Fontaine               | Félix Charpentier | Rocher des Doms      |       | ?            | 43° 57′ 09″ nord, 4° 48′ 28″ est | Fontaine de Félix Charpentier à Avignon |
| Fontaine Guillaume Puy | ?                 | Rue Guillaume Puy    |       | ?            | 43° 56′ 57″ nord, 4° 48′ 52″ est | Fontaine Guillaume Puy à Avignon        |
| Fontaine Paul Pamard   | ?                 | Rue de la République |       | ?            | 43° 56′ 47″ nord, 4° 48′ 21″ est | Fontaine Paul Pamard à Avignon          |

### Monuments aux morts
| Œuvre                                                | Auteur            | Localisation          | Notes             | Installation | Coordonnées                      | Illustration                                         |
| ---------------------------------------------------- | ----------------- | --------------------- | ----------------- | ------------ | -------------------------------- | ---------------------------------------------------- |
| Monument aux morts du jardin des Doms                | Louis Botinelly   | montée des Moulins    | Inscrit MH (2010) | 1924         | 43° 57′ 07″ nord, 4° 48′ 26″ est | Image manquante                                      |
| Monument aux morts de 1870 – La sentinelle des morts | Félix Charpentier | Cimetière Saint-Véran |                   | 1899         | 43° 56′ 55″ nord, 4° 49′ 30″ est | Monument aux morts de 1870 – La sentinelle des morts |